# Greene County, North Carolina
Greene County är ett administrativt område i delstaten North Carolina, USA, med 21 362 invånare.  Den administrativa huvudorten (county seat) är Snow Hill. 

## Geografi
Enligt United States Census Bureau har countyt en total area på 689 km². 689 km² av den arean är land och 0 km² är vatten. 

### Angränsande countyn
- Pitt County - nordost
- Lenoir County - syd
- Wayne County - väst
- Wilson County - nordväst